# Gliricidia
Gliricidia é um género botânico pertencente à família Fabaceae. Planta utilizada no reflorestamento.

## Espécie
O género Gliricidia inclui 22 espécies descritas, das quais apenas quatro se encontram aceites:
- Gliricidia brenningii (Harms) Lavin
- Gliricidia maculata ("Humb., Bonpl. & Kunth") Steud.
- Gliricidia robusta (M. Sousa & Lavin) Lavin
- Gliricidia sepium (Jacq.) Walp.